# 李影 (中華民國演員)
李影（1923年5月20日—2005年7月22日），本名李忠英，擔任導演時則以李迎為名，乃臺灣與香港之男演員、導演暨編劇，生於河南，曾主演臺灣首部國語電影《阿里山風雲》。

## 生平
1923年5月20日，李影生於河南省鄉下地方。他六歲就迷上看戲，但地方上只有「三節一年」才有廟會，於是他小學時常和同學把早餐費省起來到鎮上看京劇，還曾遭土匪以「帶你去看戲」為藉口擄走。1937年抗戰爆發，李影和同學演出老師編排、以謝晉元團守四行倉庫為主題的舞臺劇《火中的孤軍》。1941年，十八歲的李影加入軍中劇團，展開演藝生涯。當時他高中還差一年就畢業，但因劇務繁重而輟學，後來被「劇探」挖角到七十六軍（守西安）所辦的鐵血劇團。
其後李影離開軍中劇團，並曾進入數個職業劇團任職。1949年，上海國泰電影公司籌拍以臺灣原住民故事為主題的電影《阿里山風雲》，請李影飾演主角吳鳳，到花蓮出外景。《阿里山風雲》是臺灣第一部國語電影，其主題曲「高山青」至今傳唱不輟。然而這部電影拍了半年多，期間世局大變，國民政府撤守臺灣，劇組人員有家也歸不得，便留在臺灣發展。不久，他們在臺北市中山堂公演話劇《文天祥》，由張英導演，顧毅美術設計，李影飾演文天祥。
當時臺灣影劇圈缺老生，由於李影得過傷寒，二十三歲就童山濯濯，遂成為最佳人選。任中影基本演員期間，李影演過盧碧雲、戴綺霞、張仲文、黃曼等人的父親，被譽為「台灣第一老生」、「明星們的爸爸」。
1963年，李影和邵氏電影公司簽約，赴香港發展。在邵氏出品的電影中，他擔任過反派、老生，甚至還演過武打戲。1964年他在電影《故都春夢》中飾演參謀長，頗受好評，之後他與在該片飾張大帥的井淼、飾丁副官的田豐、飾黃副官的雷鳴，被譽為香港演藝圈的「臺灣四大金剛」。李影在邵氏工作期間，還兼任導演及演員訓練班教授，是許多影星的恩師。
1970年代，他應片商之邀返台擔任編導，執導過《盲俠鬥白狼》等影片，並登上臺灣的螢光幕，其電視劇演出作品有《廢園舊事》、《包青天》、《昨夜星辰》等。
1996年，他在中視金鐘單元劇《希望與選擇》中飾演老年癡呆症患者，入圍了金鐘獎。1998年，他又主演改編自電影《吉屋出租》的中視單元劇《賣家的人》。
李影熱愛表演工作，只願演戲而不願接拍商業廣告。1954年，他堅拒中央電影公司拍攝戲院廣告短片〈高樂墨水〉的邀請。他曾說：「生育我者父母，我卻是為觀眾而活。沒有了觀眾，哪裏還有演員？」又曾說：「總覺得還是舞台劇最接近藝術，尤其是舞台演員不能配音，不能NG，必須面對觀眾的直接反應，對一個演員而言，挑戰性最強。」1980年代，他便應文建會之邀，到臺灣各縣市文化中心演出舞臺劇。2000年，李影與戲劇界前輩黃風一同成立「華夏劇團」，他自己編、導舞台劇《金玉滿堂》，在臺北市社教館一連演出四日。
2005年7月22日，李影因肺癌病逝臺北，享年八十二歲。

## 導演作品
- 龍吟虎嘯（1969）
- 大愚俠（1970）
- 霸行三千里（1971）
- 新羅生門（1971）
- 盲俠鬥白狼（1972）
- 獨闖龍潭（1972）
- 夜半鐘聲心膽寒（1976）
- 糊塗水手大笨賊（1980）

## 副導演作品
- 永結同心（1959）

## 編劇作品
- 龍吟虎嘯（1969）
- 龍吟虎嘯（1969）
- 霸行三千里（1971）

## 演出作品

### 電影
| - 阿里山風雲（1949） - 永不分離（1951） - 春滿人間（1951） - 惡夢初醒（1951） - 風塵劫（1951） - 烽火麗人（1953） - 千金丈夫（1954） - 郎心狼心（1955） - 嘉禾生春（1955） - 歧路（1955） - 夜盡天明（1956） - 碧海同舟（1956） - 關山行（1956）...乘客－吳凡 - 夜盡天明（1957） - 錦繡前程（1957） - 甘蔗姑娘（1958）...林金士 - 血濺日月潭（1958） - 苦女尋親記（1958）...祖父－黃明倫 - 殺子報（1959） - 脂粉間諜網（1960）...李五 - 音容劫（1960） | - 天下父母心（1961） - 四海一家親（1963） - 閰惜姣（1963） - 黑森林（1964） - 新啼笑姻緣（1964） - 血濺牡丹紅（1964） - 玉堂春（1964） - 生死關頭（1964） - 七七敢死隊（1965） - 萬古流芳（1965） - 心花朵朵開（1965） - 大地兒女（1965） - 蝴蝶盃（1965）...田雲山 - 玫瑰我愛你（1966） - 邊城三俠（1966） - 不是冤家不聚頭（1966） - 藍與黑（上）（1966）...鄭總司令 - 野姑娘（1966） - 西遊記（1966） - 文素臣（1966） - 藍與黑（下）（1966）...鄭總司令 - 女黑俠木蘭花血戰黑龍黨（1966） - 英雄膽（1967） - 黃金島（1967） - 龍（1967） - 龍虎溝（1967） - 鐵頭皇帝（1967） - 斷腸劍（1967） - 金刀怪客（1967） - 新陳三五娘（1967） - 菁菁（1967） - 血戰八大盜（1968）...福伯 - 水上人家（1968） - 太太萬歲（1968） - 游龍戲鳳（1968） - 藍色的夢（1969） - 龍吟虎嘯（1969）...林雲 - 神經刀（1969） - 楊子江風雲（1969） - 鷹爪手（1970） - 壯士血（1970） - 我不要離婚（1970） - 嫁不嫁（1970） - 恭喜發財（1970） - 殺戒（1970） - 家有賢妻（1970） - 董夫人（1970）...張二叔 - 火鳥第一號（1970） - 龍沐香（1970）...孤木老人 - 玉樓春夢（1970） - 洪福齊天（1970） - 花心財神（1970） | - 新羅生門（1971） - 孫悟空再鬧香港（1971） - 報恩刀（1971） - 劍（1971） - 騙術大王（1971） - 時來運轉（1971） - 聾啞劍（1971）...童九英 - 大地龍蛇（1972） - 仇（1972） - 屠虎嶺（1972）...侯父 - 好夢連床（1972） - 蛇王與閻王（1972）...李太白 - 盲俠鬥白狼（1972） - 傻大姐（1972） - 俠義雙雄（1972） - 鐵漢驚魂（1973） - 除霸（1973） - 迎春閣之風波（1973） - 麒麟掌（1973） - 罪惡滔天（1974） - 燕飛翔（1974） - 獨闖龍潭（1974） - 牛家大院（1974） - 天堂（1974） - 愛在心裏（1975） - 鬼琵琶（1975） - 大明英烈（1975） - 驅魔女（1975） - 銀海浪子（1975） - 包公奇案（1975） - 地藏王（1975） - 紅孩兒（1975） - 女兵日記（1975） - 馬哥波羅（1975） - 蔡李佛小子（1976） - 鬼吼段魂刀（1976） - 大太監（1976） - 日落紫禁城（1976） - 包公斬駙馬（1976） - 青龍客棧（1977） - 十三女尼（1977） - 太極八蛟（1977） - 上海灘（1977） - 江湖漢子（1977） - 獨臂俠大戰獨臂俠（1977） - 鐵馬騮（1977） - 戚繼光（1978） - 少林十八銅女（1978） - 佛法無邊（1978） - 冷血寒玉獅（1978） - 江湖半醉俠（1979） - 斷指老么（1979） - 神捕（1979） - 祝老三笑譚（1979） - 博多夜船（1980） - 戀愛反斗星（1980） - 有我無敵（1980） - 源（1980） - 玉釵盟（1980） | - 貓頭鷹（1981）...李尋歡（小小李師父） - 教兄（1981） - 沙家十五女英豪（1981） - 皇天后土（1981）...李成 - 王牌大老千（1981） - 黑獄大逃亡（1982） - 賭王千王群英會（1982） - 失節（1982） - 糊塗妙諜立大功（1982） - 凶劫（1982） - 洪門三柱香（1982） - 神勇女煞星（1982） - 雜牌大進擊（1982） - 磨牙的女人（1982） - 詹典嫂告御狀（1982） - 人蛇大戰（1983） - 天下第一（1983） - 迷你特攻隊（1983） - 勇闖江湖（1986） - 梅珍（1987） - 怨女（1988）...九爺 - 步步殺機（1996） - 挑戰（1997） |

### 電視劇
- 廢園舊事（1971）
- 包青天（1974）...龐吉
- 大地風雷（1975）
- 昨夜星辰（1984）
- 國父倫敦蒙難記（1984）...康德黎
- 中國民間故事（1989）
- 希望與選擇（1996）
- 賣家的人（1998）

### 舞台劇
- 文天祥（1950）
- 金玉滿堂（2000）

## 外部連結
- 李影在互联网电影资料库（IMDb）上的資料（英文）（英文）
- 李影在香港影庫上的簡介
- 李影在豆瓣上的资料（简体中文）